# Abelharuco-carmim
O abelharuco-carmim (Merops nubicoides), também conhecido como abelharuco-róseo é uma espécie de ave bastante colorida da família Meropidae.
Anteriormente, era considerado coespecífico com o abelharuco-núbio.

## Descrição
Tal como sucede com outros abelharucos, esta espécie é ricamente colorida; a plumagem é predominantemente carmim, mas a coroa e as penas infracaudais são azuis.

## Distribuição e movimentos
O abelharuco-carmim ocorre desde a África do Sul (KwaZulu-Natal) e a Namíbia até ao Gabão, o leste da República Democrática do Congo e o Quénia. Este abelharuco é uma espécie migratória, passando a época de reprodução, entre agosto e novembro, no Zimbabwe e na Zâmbia, antes de se deslocar para a África do Sul durante os meses de verão, e depois migrando para regiões mais a norte de março a agosto.

## Subespécies
A espécie é monotípica (não são reconhecidas subespécies).